# Језеро Мириц
Језеро Мириц (од словенског morcze - мало море) је језеро на мекленбуршкој приморској равници. После Боденског језера, то је друго језеро Немачке по величини, а највеће од оних која су потпуно унутар немачке територије.
Површина језера Мириц је 117 km², средња дубина 6,5 метара, а максимална дубина 31 метар. У језеро утиче и из њега истиче река Елде.
Национални парк Мириц, који обухвата 318 km² на источној обали језера, основан је 1990.